# BITTER AND SWEET (나카모리 아키나의 음반)
《BITTER AND SWEET》(비터 앤드 스위트)는 일본의 여가수 나카모리 아키나(中森明菜)의 일곱 번째 정규 음반으로 1985년 4월 3일에 발매하였다. (LP: L-12593, CT: LKF-8093) 본 음반이 출시된 3개월 후인 1985년 7월 6일, 나카모리는 음반의 수록곡들로 전국 콘서트 투어인 BITTER & SWEET 1985 SUMMER TOUR를 개최하였다. 1985년 4월 15일, 오리콘 주간 LP 차트에 처음으로 진입, 1위를 달성하였고 그 다음 주인 4월 22일에도 1위를 차지하는 등 2주 연속 정상을 지켰다. 1984년 연간 LP 차트 9위를 기록하였다.

## 수록곡
| #            | 제목                                                                                            | 작사            | 작곡            | 편곡                         | 재생 시간 |
| ------------ | ----------------------------------------------------------------------------------------------- | --------------- | --------------- | ---------------------------- | --------- |
| 1.           | 〈〈장식이 아니야, 눈물은〉(飾りじゃないのよ涙は 카자리쟈나이노요나미다와[*], 뉴 리믹스 버전)〉 | 이노우에 요스이 | 이노우에 요스이 | 하기타 미츠오                | 4:31      |
| 2.           | 〈〈로맨틱한 밤이야〉(ロマンティックな夜だわ 로만팃쿠나요루다와[*])〉                           | EPO             | EPO             | 시미즈 노부유키              | 3:40      |
| 3.           | 〈〈예감〉(予感 요칸[*])〉                                                                      | 아스카 료       | 아스카 료       | 시이나 카즈오                | 4:08      |
| 4.           | 〈〈달밤의 비너스〉(月夜のヴィーナス 츠키요노뷔나스[*])〉                                       | 마츠이 고로     | 마츠오카 나오야 | 마츠오카 나오야              | 3:35      |
| 5.           | 〈〈BABYLON〉〉                                                                                 | SANDII          | 구보다 마코토   | 이노우에 아키라              | 4:38      |
| 6.           | 〈〈UNSTEADY LOVE〉〉                                                                           | 카도마츠 토시키 | 카도마츠 토시키 | 카도마츠 토시키              | 4:31      |
| 7.           | 〈〈DREAMING〉〉                                                                                | 사이토 노부     | 아타에시 후루이 | ATAGUY                       | 3:35      |
| 8.           | 〈〈연인있는 시간〉(恋人のいる時間 코이비토노이루지칸[*])〉                                     | SHOW            | 진보 아키라     | 이노우에 아키라              | 3:54      |
| 9.           | 〈〈SO LONG〉〉                                                                                 | 카도마츠 토시키 | 카도마츠 토시키 | 카도마츠 토시키, 세오 이치조 | 4:59      |
| 10.          | 〈〈APRIL STARS〉〉                                                                             | 요시다 미나코   | 요시다 미나코   | 시이나 카즈오                | 5:02      |
| 총 재생 시간 | 총 재생 시간                                                                                    | 총 재생 시간    | 총 재생 시간    | 총 재생 시간                 | 40:43     |